# خافي كاستييانو
خافيير كاستييانو بيتانكور (بالإسبانية: Javier Castellano Betancor)‏ (مواليد 2 نوفمبر 1987 - لاس بالماس دي غران كناريا ، إسبانيا) لاعب كرة قدم إسباني ، يجيد اللعب في مركز لاعب خط الوسط الدفاعي ، ويلعب حاليًا لنادي لاس بالماس الإسباني.

ويعتبر هو توأم اللاعب داني كاستييانو لاعب نادي لاس بالماس أيضًا.

## روابط خارجية
- خافي كاستييانو على موقع قاعدة بيانات كرة القدم.إي يو (الإنجليزية)
- خافي كاستييانو على موقع Soccerbase.com (لاعب) (الإنجليزية)
- خافي كاستييانو على موقع Soccerway.com (الإنجليزية)
- خافي كاستييانو على موقع AS.com (الإسبانية)